# Tolosaldea
Tolosaldea es una comarca del territorio histórico de Guipúzcoa. Se sitúa en la parte oriental de la provincia limitando al este con Navarra, al norte con la Comarca de San Sebastián, al sur con el Goyerri y al oeste con la comarca de Urola Costa. Es la comarca menos poblada de Guipúzcoa con 47.127 habitantes (INE 2014) y 332 km² de territorio, pero por el contrario es la que mayor número de municipios engloba, un total de 28. 
Su nombre proviene del vasco y significa literalmente "la zona de Tolosa". La comarca gira en torno a la población de Tolosa, que es su municipio más importante y hace las funciones de capital comarcal. Históricamente siempre ha sido así, y de hecho todos los municipios que componen la comarca pertenecieron en el pasado a la jurisdicción de la villa de Tolosa, de la que paulatinamente se fueron separando. La comarca recibía también el nombre de Beterri, que significa en euskera Tierra Baja, en contraposición con la comarca del Goyerri o Tierra Alta situada justo al sur; pero este nombre está en desuso y se utiliza actualmente poco. 
El principal eje de la comarca es el valle del río Oria, en cuyo curso medio se sitúa Tolosaldea. Siguiendo este eje de norte a sur se encuentran los principales núcleos de población de la comarca, Aduna, Villabona, Cizúrquil, Irura, Anoeta, Tolosa, Ibarra, Alegría de Oria e Icazteguieta. Se trata de un eje atravesado por importantes vías de comunicación, la autovía A-1 (antigua N-1, Madrid-Irún) y la vía férrea de RENFE Madrid-Irún. Forma un área muy urbanizada y bastante congestionada. Las casas y polígonos industriales forman casi un continuo urbano entre Tolosa y Andoáin, municipio este último situado justo al norte de Tolosaldea, ya en la Comarca de San Sebastián. 
El resto de municipios de la comarca se encuentran en valles laterales de ríos tributarios del Oria, como son el Valle de Aiztondo, el del Araxes, el de Berástegui o el de Amézqueta; o bien a media ladera entre los pequeños valles que se abren a derecha e izquierda del Oria. Estos municipios son en líneas generales más pequeños y presentan un carácter rural muy acusado.
La principal actividad económica de la comarca es la industrial, donde tiene mayor tradición la industria papelera. Tolosa concentra la mayor parte de los equipamientos, servicios y comercios de la zona; aunque las buenas comunicaciones hacen que en los municipios de la zona más baja de la comarca se tienda a ir a la capital San Sebastián.

## Municipios de Tolosaldea
| #  | Municipio       | Alcalde                               | Partido Político                         | Población (2019) | % Población | Territorio km² |
| -- | --------------- | ------------------------------------- | ---------------------------------------- | ---------------- | ----------- | -------------- |
| 1  | Tolosa          | Andu Martinez de Rituerto Arregi      | EH Bildu                                 | 19.270           | 40,8        | 37,39          |
| 2  | Villabona       | Beatriz Unzue Esnaola                 | EH Bildu                                 | 5.906            | 12,3        | 17,74          |
| 3  | Ibarra          | Igor Zapirain Lizarribar              | EH Bildu                                 | 4.258            | 8,7         | 5,03           |
| 4  | Cizúrquil       | Maite Amenabar                        | EH Bildu                                 | 3.029            | 6,2         | 15,61          |
| 5  | Anoeta          | Egoitz Luisa Urkola                   | EH Bildu                                 | 2.036            | 4,2         | 4,14           |
| 6  | Irura           | Gorka Murua Macuso                    | EH Bildu                                 | 1.811            | 3,9         | 2,99           |
| 7  | Alegría de Oria | Regina Sorarrain Lasa                 | Aurrera Alegia                           | 1.751            | 3,6         | 7,59           |
| 8  | Asteasu         | María Pilar Legarra Cortajarena       | Asteasu Batuz (Indep.)                   | 1.550            | 3,2         | 16,76          |
| 9  | Berástegui      | Andoni Zuriarrain Iturbe              | EH Bildu                                 | 1.053            | 2,3         | 45,90          |
| 10 | Amézqueta       | Mikel Arteaga Zabala                  | EH Bildu                                 | 907              | 2,2         | 20,58          |
| 11 | Lizarza         | Iñaki Azpiroz Beldarrain              | EH Bildu                                 | 647              | 1,4         | 12,33          |
| 12 | Berrobi         | Aitzol Izquierdo Diaz de Guereñu      | Berrobi Bizi                             | 613              | 1,3         | 2,77           |
| 13 | Vidania-Goyaz   | Agurtzane Zelaia Arandia              | EH Bildu                                 | 557              | 1,1         | 13,37          |
| 14 | Icazteguieta    | Alba Garmendia Castaños               | EH Bildu                                 | 506              | 1,0         | 2,0            |
| 15 | Aduna           | Kristina Rodriguez Mendicute          | EH Bildu                                 | 480              | 0,9         | 6,95           |
| 16 | Alzo            | Xabier Olano Jauregi                  | EH Bildu                                 | 367              | 0,9         | 9,77           |
| 17 | Leaburu         | José Ramón Eizagirre Sorondo          | EH Bildu                                 | 363              | 0,9         | 3,50           |
| 18 | Alquiza         | Iñaki Xabier Irazabalbeitia Fernández | Alkizako Abertzale Ezkertiarrak (Indep.) | 346              | 0,8         | 11,87          |
| 19 | Abalcisqueta    | Jon Zubizarreta Aldaia                | Herrigintza (Indep.)                     | 328              | 0,7         | 11,18          |
| 20 | Hernialde       | Aitor Zubillaga Celaya                | Herniope (Indep.)                        | 305              | 0,8         | 4,17           |
| 21 | Albístur        | Gregorio Iraola Tejeria               |                                          | 296              | 0,7         | 13,09          |
| 22 | Belaunza        | Iñaki Telleria Bengoetxea             | Denok Bat (Indep.)                       | 258              | 0,5         | 3,43           |
| 23 | Elduayen        | Oihana Amundarain Zubillaga           | EH Bildu                                 | 250              | 0,5         | 25,07          |
| 24 | Larraul         | María Teresa Arana Pérez              | PSE-EE-PSOE                              | 246              | 0,5         | 5,90           |
| 25 | Orendáin        | Miguel Ángel Arsuaga                  | EH Bildu                                 | 202              | 0,5         | 5,95           |
| 26 | Gaztelu         | Edurne Gartzia Azurmendi              | EH Bildu                                 | 166              | 0,3         | 9,15           |
| 27 | Baliarrain      | Ugaitz Garmendia Aurkia               | Auzolanean Bizirik (Indep.)              | 151              | 0,3         | 2,70           |
| 28 | Oreja           | Eneko Maioz Ganboa                    | EH Bildu                                 | 110              | 0,3         | 5,85           |
|    | Tolosaldea      |                                       |                                          | 47.762           | 100         | 322,78         |

## Núcleos de población de la comarca según el INE (2019)
|    | Nombre localidad                     | Nombre oficial | Municipio       | Población 2019 |
| 1  | Tolosa                               | Tolosa         | Tolosa          | 12.769         |
| 2  | San Blas                             | San Blas       | Tolosa          | 5.820          |
| 3  | Villabona                            | Villabona      | Villabona       | 5.551          |
| 4  | Ibarra                               | Ibarra         | Ibarra          | 4.199          |
| 5  | Elbarrena                            | Elbarrena      | Cizúrquil       | 2.591          |
| 6  | Anoeta                               | Anoeta         | Anoeta          | 2.090          |
| 7  | Irura                                | Irura          | Irura           | 1.852          |
| 8  | Berástegui                           | Berastegi      | Berástegui      | 1.023          |
| 9  | Asteasu                              | Asteasu        | Asteasu         | 894            |
| 10 | Errotaldea                           | Errotaldea     | Alegría de Oria | 874            |
| 11 | Alegría de Oria                      | Alegia         | Alegría de Oria | 703            |
| 12 | Amézqueta                            | Amezketa       | Amézqueta       | 681            |
| 13 | Berrobi                              | Berrobi        | Berrobi         | 603            |
| 14 | Lizarza                              | Lizartza       | Lizarza         | 603            |
| 15 | Icazteguieta                         | Ikaztegieta    | Icazteguieta    | 498            |
| 16 | Aduna                                | Aduna          | Aduna           | 469            |
| 17 | Alzo                                 | Altzo          | Alzo            | 435            |
| 18 | Cizúrquil                            | Zizurkil       | Cizúrquil       | 411            |
| 19 | Vidania                              | Bidania        | Bidegoyan       | 406            |
| 20 | San Esteban                          | San Esteban    | Tolosa          | 392            |
| 21 | Alquiza                              | Alkiza         | Alquiza         | 367            |
| 22 | Abalcisqueta                         | Abaltzisketa   | Abalcisqueta    | 333            |
| 23 | Amasa                                | Amasa          | Villabona       | 316            |
| 24 | Albístur                             | Albiztur       | Albístur        | 304            |
| 25 | Hernialde                            | Hernialde      | Hernialde       | 303            |
| 26 | Elizmendi                            | Elizmendi      | Asteasu         | 259            |
| 27 | Larraul                              | Larraul        | Larraul         | 251            |
| 28 | Elduayen                             | Elduain        | Elduayen        | 250            |
| 29 | Belaunza                             | Belauntza      | Belaunza        | 241            |
| 30 | Orendáin                             | Orendain       | Orendáin        | 218            |
| 31 | Leaburu                              | Leaburu        | Leaburu         | 214            |
| 32 | Goiballea                            | Goiballara     | Asteasu         | 163            |
| 33 | Charama                              | Txarama        | Leaburu         | 158            |
| 34 | Gaztelu                              | Gaztelu        | Gaztelu         | 152            |
| 35 | Langaurrealdea                       | Langaurrealdea | Alegría de Oria | 145            |
| 36 | Auzochiquía                          | Auzotxikia     | Tolosa          | 142            |
| 37 | Baliarrain                           | Baliarrain     | Baliarrain      | 138            |
| 38 | Ergoyena                             | Ergoiena       | Amézqueta       | 136            |
| 39 | Montescúe                            | Monteskue      | Tolosa          | 132            |
| 40 | Santa Lucía                          | Santa Lutzia   | Tolosa          | 122            |
| 41 | Oreja                                | Orexa          | Oreja           | 121            |
| 42 | Goyaz                                | Goiatz         | Bidegoyan       | 114            |
| 43 | Nuestra Señora del Rosario de Ugarte | Ugarte         | Amézqueta       | 104            |
| 44 | Bedayo                               | Bedaio         | Tolosa          | 96             |
| 45 | Beballea                             | Beballara      | Asteasu         | 89             |
| 46 | Usabal                               | Usabal         | Tolosa          | 86             |
| 47 | Errecaballea                         | Errekaballara  | Asteasu         | 73             |
| 48 | Upazan                               | Upazan         | Asteasu         | 73             |
| 49 | Aldaba                               | Aldaba         | Tolosa          | 72             |
| 50 | Eldúa                                | Eldua          | Berástegui      | 53             |
| 51 | Urquizu                              | Urkizu         | Tolosa          | 36             |